# 오지마정 (도쿄부)
오지마정(大島町)은 도쿄부 미나미카쓰시카군에 일찍이 존재했던 정이다. 현재의 고토구 동북부에 해당한다.

## 역사
- 1889년 5월 1일 - 정촌제 시해엥 수반해, 도쿄부 미나미카쓰시카군 오지마촌이 성립하였다.
- 1900년 7월 19일 - 정으로 승격해 오지마정이 되었다.
- 1932년 10월 1일 - 미나미카쓰시카군 전체가 도쿄시에 편입해, 조토구가 되었다.
- 1947년 3월 15일 - 조토구가 후카가와구와 합병해 고토구가 되었다.